# Forged in Fire
| Recensione | Giudizio |
| ---------- | -------- |
| AllMusic   | [ 1 ]    |

Forged in Fire è il terzo album del gruppo canadese Anvil, pubblicato il 13 aprile 1983.

## Tracce
Testi e musiche di Anvil.
1. Forged in Fire – 4:46
2. Shadow Zone – 4:00
3. Free as the Wind – 5:37
4. Never Deceive Me – 3:35
5. Butter-Bust Jerky – 3:19
6. Future Wars – 3:11
7. Hard Times - Fast Ladies – 3:49
8. Make It Up to You – 3:31
9. Motormount – 3:35
10. Winged Assassins – 3:46

## Formazione
- Steve "Lips" Kudlow – voce, chitarra elettrica
- Dave Allison – chitarra elettrica, voce su Never Deceive Me
- Ian Dickson – basso, cori
- Robb Reiner – batteria